# Ataco
Ataco è un comune della Colombia facente parte del dipartimento di Tolima. 
L'abitato venne fondato da Alfonso Fuenmayor nel 1778, mentre l'istituzione del comune è del 1887.